# تيلمي (إملشيل)
تيلمي هي إحدى مشيخات المملكة المغربية، تتبع جغرافيا لإقليم ميدلت وإداريًا لإملشيل. يقدر عدد سكانها بـ 4304 نسمة حسب الإحصاء الرسمي للسكان والسكنى لسنة 2004.